# Peneste
Els Penestes (llatí: Penestae, grec antic: Πενέσται, Penéstai) foren una classe social de Tessàlia. Eren en certa manera similars als ilotes de Lacònia i tenien amb els senyors tessalis una relació similar a la dels ilotes amb els ciutadans espartans, però la seva condició era en conjunt superior a la dels ilotes.
Sembla que eren descendents de l'antiga raça pelàsgica que poblava Tessàlia. Una referència important es troba a l'Euboica d'Arquèmac d'Eubea que diu: "els eolis beocis que no van emigrar quan el país de Tessàlia va ser conquerit pels tessalis, es van rendir als vencedors a condició de poder restar al país i conservar la vida; cultivarien la terra pels seus nous amos pagant una renda d'una part del producte; alguns d'ells eren més rics que els seus amos".
Pel que sembla ocupaven una posició al mig entre els homes lliures i els esclaus comprats. Havien estat reduïts a esclavitud per conquesta, però no eren servidors de tota la comunitat sinó d'un amo particular o una família; eren molt nombrosos al servei dels aleuades i els escopades. Teopomp inclou en aquesta classe als descendents dels magnets i perrebeus, però això només es pot aplicar a una part d'aquest poble, perquè una altra part dels magnets i perrebeus van seguir lliures.
Els penestes acompanyaven als seus amos a la guerra i lluitaven a cavall (la cavalleria tessàlia era famosa). Un cos de 200 genets sota el comandament de Menó de Farsàlia va ajudar els atenesos a la Guerra del Peloponès. Hi va haver també algunes revoltes dels penestes. Aquesta classe social també existia entre els macedonis.